# 崔彭
崔 彭（さい ほう、生没年不詳）は、隋の軍人。字は子彭。本貫は博陵郡安平県。

## 経歴
北周の荊州総管の崔謙の子として生まれた。幼くして父を失い、母に孝事して知られた。騎射を得意とし、『周礼』『尚書』に通じた。北周の武帝のとき、侍伯上士となり、門正上士に転じた。
580年、楊堅が丞相となると、北周の陳王宇文純が斉州に駐屯していたので、楊堅は宇文純が乱を起こすのを恐れて、崔彭を派遣して、宇文純を召しだし入朝させようとした。崔彭は病といつわって斉州から30里の伝舎にとどまり、宇文純に使者を送って足を運ぶよう求めた。宇文純は異変をおそれて、多くの従騎を引き連れて崔彭のところにおもむいた。崔彭は伝舎で出迎えたが、宇文純に疑いの色があるのを察すると、言葉たくみに騙して宇文純と従騎を引き離し、宇文純を拘束した。その後に宇文純の有罪を宣告して、従者たちを恫喝すると、従者たちは恐れて引き下がった。崔彭は楊堅の賞賛を受け、上儀同に任ぜられた。
581年、隋が建国されると、監門郎将に転じ、右衛長史を兼ね、安陽県男の爵位を受けた。数年後、車騎将軍となった。まもなく驃騎将軍に転じ、宿衛をつかさどった。20年あまりにわたって文帝（楊堅）を護衛して、謹直につとめたので、文帝も「卿がつとめに当たる日は、わたしも安心して眠れる」と評価した。後に上開府の位を加えられ、備身将軍に転じた。
文帝が突厥の達頭可汗の使者を武徳殿に招いて宴を催したとき、ハトが梁の上で鳴いていた。文帝が崔彭に射るよう命じると、崔彭は美事に射当ててみせた。使者が帰国すると、可汗はまた使者を派遣して崔彭を招きたいと申し出たので、文帝が許可して崔彭は突厥の地に派遣された。可汗は突厥の地で弓射を得意とする者数十人を集め、野に肉を投げ捨てて鳶を集めて、弓射を得意とする者たちに射させたが、多くは当てることができなかった。崔彭に射させると、崔彭は数発の矢を放ち、一矢ごとに鳶を射落としてみせた。突厥の者たちも崔彭の腕前に感服した。可汗は崔彭を留めて帰国させようとせず、100日あまりして文帝が贈り物を可汗に届けると、ようやく帰国することができた。仁寿末年、崔彭の爵位は安陽県公に進んだ。
604年、煬帝が即位すると、崔彭は左領軍大将軍に転じた。洛陽への行幸に従い、後軍を監督した。ときに漢王楊諒の乱が平定されたばかりで、その残党が横行していたので、崔彭は数万の兵を率いて山東に向かって鎮圧にあたり、領慈州事をつとめた。しばらくして死去した。享年は63。大将軍の位を追贈され、諡を粛といった。
子の崔宝徳が後を嗣いだ。

## 伝記資料
- 『隋書』巻54 列伝第19
- 『北史』巻32 列伝第20